# مليا (زلاغي الشرقي)
ملیا (بالفارسية: ملیا) هي قرية تقع في إيران في قسم زلاغي الشرقي الریفي. يقدر عدد سكانها بـ 83 نسمة .